# Xanthoparmelia beccae
Xanthoparmelia beccae är en lavart som beskrevs av Aptroot. Xanthoparmelia beccae ingår i släktet Xanthoparmelia och familjen Parmeliaceae.   Inga underarter finns listade i Catalogue of Life.